# Hadena capsularis
Hadena capsularis là một loài bướm đêm trong họ Noctuidae.